# 27. Dáil
Der 27.  Dáil wurde am 25. November 1992 gewählt. Insgesamt 166 Abgeordnete (Teachtaí Dála) wurden in 41 Wahlkreisen mit dem Verfahren der übertragbaren Einzelstimmgebung (single transferable vote) bestimmt.

## Wahlausgang
siehe: Wahlen zum Dáil Éireann 1992

Sitzverteilung im 27. Dáil

Fianna Fáil und Fine Gael waren die stärksten Kräfte im Dáil.
Der Dáil Éireann kam erstmals am 14. Dezember 1992 zur konstituierenden Sitzung zusammen. Als Vorsitzender des Dáils (Ceann Comhairle) wurde Seán Treacy (Irish Labour Party) ernannt. Seine Vertretung (Leas-Cheann Comhairle) wurde Joe Jacob (Fianna Fáil).
Albert Reynolds wurde zum Taoiseach gewählt. Er bildete die Regierung Reynolds II, die von Fianna Fáil und der Irish Labour Party getragen wurde. Dick Spring wurde Tánaiste. Die Regierung hielt nur bis zum 15. Dezember 1994 zusammen. Auf Grund erheblicher Meinungsverschiedenheiten trennten sich die Fianna Fáil und Labour. John Bruton (Fine Gael) bildete sodann die Regierung Bruton bestehend aus der Fine Gael, Labour und der Democratic Left.
Oppositionsführer (Ceannaire an Fhreasúra) war zunächst John Bruton von der Fine Gael; mit dem Regierungswechsel Bertie Ahern von der Fianna Fáil.
| Partei | Partei                | Vorsitzende/r im Dáil (Beginn)                  | Dez. 1992: gewählte Teachtaí Dála | Mai 1997: Teachtaí Dála | Veränderung | Vorsitzende/r im Dáil (Ende)                    | Partei                | Partei |
| ------ | --------------------- | ----------------------------------------------- | --------------------------------- | ----------------------- | ----------- | ----------------------------------------------- | --------------------- | ------ |
|        | Fianna Fáil           | Albert Reynolds Taoiseach bis 15. Dez. 1994     | 68                                | 67                      | −1          | Bertie Ahern Oppositionsführer ab 16. Dez. 1994 | Fianna Fáil           |        |
|        | Fine Gael             | John Bruton Oppositionsführer bis 15. Dez. 1994 | 45                                | 47                      | +2          | John Bruton Taoiseach ab 16. Dez. 1994          | Fine Gael             |        |
|        | Labour Party          | Dick Spring                                     | 33                                | 32                      | −1          | Dick Spring                                     | Labour Party          |        |
|        | Progressive Democrats | Mary Harney                                     | 10                                | 8                       | −2          | Mary Harney                                     | Progressive Democrats |        |
|        | Democratic Left       | Proinsias De Rossa                              | 4                                 | 6                       | +2          | Proinsias De Rossa                              | Democratic Left       |        |
|        | Green Party           | (Kollektiv)                                     | 1                                 | 1                       | –           | (Kollektiv)                                     | Green Party           |        |
|        | Unabhängige           |                                                 | 5                                 | 3                       | −2          |                                                 | Unabhängige           |        |
|        | Ceann Comhairle       |                                                 | −                                 | 1                       | +1          |                                                 | Ceann Comhairle       |        |
| Gesamt | Gesamt                | 166                                             | 166                               | 166                     | 166         | 166                                             | 166                   | –      |

## Teachtaí Dála
| Wahlkreis            | Name                    | Partei (Teilgruppe) | Partei (Teilgruppe)     | Partei (Teilgruppe)   | Partei (Teilgruppe)                                                     | Im Amt seit       |
| Wahlkreis            | Name                    | Zu Beginn des Dáil  | Zu Beginn des Dáil      | Zum Ende des Dáil     | Zum Ende des Dáil                                                       | Im Amt seit       |
| -------------------- | ----------------------- | ------------------- | ----------------------- | --------------------- | ----------------------------------------------------------------------- | ----------------- |
| Carlow–Kilkenny      | John Browne             |                     | Fine Gael               | Fine Gael             | Fine Gael                                                               | 29. Juni 1989     |
| Carlow–Kilkenny      | Matthew J. Nolan        |                     | Fianna Fáil             | Fianna Fáil           | Fianna Fáil                                                             | 14. November 1982 |
| Carlow–Kilkenny      | Séamus Pattison         |                     | Labour                  | Labour                | Labour                                                                  | 11. Oktober 1961  |
| Carlow–Kilkenny      | Phil Hogan              |                     | Fine Gael               | Fine Gael             | Fine Gael                                                               | 29. Juni 1989     |
| Carlow–Kilkenny      | Liam Aylward            |                     | Fianna Fáil             | Fianna Fáil           | Fianna Fáil                                                             | 26. Juni 1997     |
| Cavan–Monaghan       | Andrew Boylan           |                     | Fine Gael               | Fine Gael             | Fine Gael                                                               | 10. März 1987     |
| Cavan–Monaghan       | Seymour Crawford        |                     | Fine Gael               | Fine Gael             | Fine Gael                                                               | 14. Dezember 1992 |
| Cavan–Monaghan       | Brendan Smith           |                     | Fianna Fáil             | Fianna Fáil           | Fianna Fáil                                                             | 14. Dezember 1992 |
| Cavan–Monaghan       | Rory O’Hanlon           |                     | Fianna Fáil             | Fianna Fáil           | Fianna Fáil                                                             | 5. Juli 1977      |
| Cavan–Monaghan       | Jimmy Leonard           |                     | Fianna Fáil             | Fianna Fáil           | Fianna Fáil                                                             | 9. März 1982      |
| Clare                | Donal Carey             |                     | Fine Gael               | Fine Gael             | Fine Gael                                                               | 9. März 1982      |
| Clare                | Moosajee Bhamjee        |                     | Labour                  | Labour                | Labour                                                                  | 14. Dezember 1992 |
| Clare                | Tony Killeen            |                     | Fianna Fáil             | Fianna Fáil           | Fianna Fáil                                                             | 14. Dezember 1992 |
| Clare                | Síle de Valera          |                     | Fianna Fáil             | Fianna Fáil           | Fianna Fáil                                                             | 10. März 1987     |
| Cork East            | Michael Ahern           |                     | Fianna Fáil             | Fianna Fáil           | Fianna Fáil                                                             | 9. März 1982      |
| Cork East            | Paul Bradford           |                     | Fine Gael               | Fine Gael             | Fine Gael                                                               | 29. Juni 1989     |
| Cork East            | John Mulvihill          |                     | Labour                  | Labour                | Labour                                                                  | 14. Dezember 1992 |
| Cork East            | Ned O’Keeffe            |                     | Fianna Fáil             | Fianna Fáil           | Fianna Fáil                                                             | 14. Dezember 1982 |
| Cork North-Central   | Liam Burke              |                     | Fine Gael               | Fine Gael             | Fine Gael                                                               | 14. Dezember 1992 |
| Cork North-Central   | Bernard Allen           |                     | Fine Gael               | Fine Gael             | Fine Gael                                                               | 30. Juni 1981     |
| Cork North-Central   | Gerry O’Sullivan        |                     | Labour                  |                       | verstorben am 5. August 1994                                            | 29. Juni 1989     |
| Cork North-Central   | Kathleen Lynch          |                     |                         |                       | Democratic Left Nachwahl für Gerry O’Sullivan                           | 10. November 1994 |
| Cork North-Central   | Máirín Quill            |                     | Progressive Democrats   | Progressive Democrats | Progressive Democrats                                                   | 10. März 1987     |
| Cork North-Central   | Dan Wallace             |                     | Fianna Fáil             | Fianna Fáil           | Fianna Fáil                                                             | 14. Dezember 1982 |
| Cork North-West      | Michael Creed           |                     | Fine Gael               | Fine Gael             | Fine Gael                                                               | 29. Juni 1989     |
| Cork North-West      | Donal Moynihan          |                     | Fianna Fáil             | Fianna Fáil           | Fianna Fáil                                                             | 14. Dezember 1992 |
| Cork North-West      | Frank Crowley           |                     | Fine Gael               | Fine Gael             | Fine Gael                                                               | 30. Juni 1981     |
| Cork South-Central   | Pat Cox                 |                     | Progressive Democrats   |                       | Rücktritt wegen Einzug in das Europäische Parlament                     | 14. Dezember 1992 |
| Cork South-Central   | Hugh Coveney            |                     |                         |                       | Fine Gael                                                               | 10. November 1994 |
| Cork South-Central   | Micheál Martin          |                     | Fianna Fáil             | Fianna Fáil           | Fianna Fáil                                                             | 29. Juni 1989     |
| Cork South-Central   | Peter Barry             |                     | Fine Gael               | Fine Gael             | Fine Gael                                                               | 2. Juli 1969      |
| Cork South-Central   | Batt O’Keeffe           |                     | Fianna Fáil             | Fianna Fáil           | Fianna Fáil                                                             | 14. Dezember 1992 |
| Cork South-Central   | Toddy O’Sullivan        |                     | Labour                  | Labour                | Labour                                                                  | 30. Juni 1981     |
| Cork South-West      | Jim O’Keeffe            |                     | Fine Gael               | Fine Gael             | Fine Gael                                                               | 5. Juli 1977      |
| Cork South-West      | Patrick Joseph Sheehan  |                     | Fine Gael               | Fine Gael             | Fine Gael                                                               | 30. Juni 1981     |
| Cork South-West      | Joe Walsh               |                     | Fianna Fáil             | Fianna Fáil           | Fianna Fáil                                                             | 9. März 1982      |
| Donegal North-East   | Neil Blaney             |                     | Independent Fianna Fáil |                       | verstorben am 8. November 1995                                          | 11. Oktober 1961  |
| Donegal North-East   | Cecilia Keaveney        |                     |                         |                       | Fianna Fáil Nachwahl für Neil Blaney                                    | 2. April 1996     |
| Donegal North-East   | Jim McDaid              |                     | Fianna Fáil             | Fianna Fáil           | Fianna Fáil                                                             | 29. Juni 1997     |
| Donegal North-East   | Patrick Harte           |                     | Fine Gael               | Fine Gael             | Fine Gael                                                               | 11. Oktober 1961  |
| Donegal South-West   | Dinny McGinley          |                     | Fine Gael               | Fine Gael             | Fine Gael                                                               | 9. März 1982      |
| Donegal South-West   | Mary Coughlan           |                     | Fianna Fáil             | Fianna Fáil           | Fianna Fáil                                                             | 10. März 1987     |
| Donegal South-West   | Pat Gallagher           |                     | Fianna Fáil             | Fianna Fáil           | Fianna Fáil                                                             | 30. Juni 1981     |
| Dublin Central       | Bertie Ahern            |                     | Fianna Fáil             | Fianna Fáil           | Fianna Fáil                                                             | 5. Juli 1977      |
| Dublin Central       | Jim Mitchell            |                     | Fine Gael               | Fine Gael             | Fine Gael                                                               | 5. Juli 1977      |
| Dublin Central       | Tony Gregory            |                     | Independent             | Independent           | Independent                                                             | 9. März 1982      |
| Dublin Central       | Joe Costello            |                     | Labour                  | Labour                | Labour                                                                  | 14. Dezember 1992 |
| Dublin North         | Ray Burke               |                     | Fianna Fáil             | Fianna Fáil           | Fianna Fáil                                                             | 4. März 1973      |
| Dublin North         | Nora Owen               |                     | Fine Gael               | Fine Gael             | Fine Gael                                                               | 29. Juni 1989     |
| Dublin North         | Seán Ryan               |                     | Labour                  | Labour                | Labour                                                                  | 29. Juni 1989     |
| Dublin North         | Trevor Sargent          |                     | Green Party             | Green Party           | Green Party                                                             | 14. Dezember 1992 |
| Dublin North-Central | Richard Bruton          |                     | Fine Gael               | Fine Gael             | Fine Gael                                                               | 9. März 1982      |
| Dublin North-Central | Derek McDowell          |                     | Labour                  | Labour                | Labour                                                                  | 14. Dezember 1992 |
| Dublin North-Central | Seán Haughey            |                     | Fianna Fáil             | Fianna Fáil           | Fianna Fáil                                                             | 14. Dezember 1992 |
| Dublin North-Central | Ivor Callely            |                     | Fianna Fáil             | Fianna Fáil           | Fianna Fáil                                                             | 29. Juni 1989     |
| Dublin North-East    | Liam Fitzgerald         |                     | Fianna Fáil             | Fianna Fáil           | Fianna Fáil                                                             | 14. Dezember 1982 |
| Dublin North-East    | Tommy Broughan          |                     | Labour                  | Labour                | Labour                                                                  | 14. Dezember 1992 |
| Dublin North-East    | Michael Woods           |                     | Fianna Fáil             | Fianna Fáil           | Fianna Fáil                                                             | 5. Juli 1977      |
| Dublin North-East    | Seán Kenny              |                     | Labour                  | Labour                | Labour                                                                  | 14. Dezember 1992 |
| Dublin North-West    | Noel Ahern              |                     | Fianna Fáil             | Fianna Fáil           | Fianna Fáil                                                             | 14. Dezember 1992 |
| Dublin North-West    | Mary Flaherty           |                     | Fine Gael               | Fine Gael             | Fine Gael                                                               | 30. Juni 1981     |
| Dublin North-West    | Róisín Shortall         |                     | Labour                  | Labour                | Labour                                                                  | 14. Dezember 1992 |
| Dublin North-West    | Proinsias De Rossa      |                     | Democratic Left         | Democratic Left       | Democratic Left                                                         | 14. Dezember 1992 |
| Dublin South         | Liz O’Donnell           |                     | Progressive Democrats   | Progressive Democrats | Progressive Democrats                                                   | 14. Dezember 1992 |
| Dublin South         | Eithne FitzGerald       |                     | Labour                  | Labour                | Labour                                                                  | 14. Dezember 1992 |
| Dublin South         | Alan Shatter            |                     | Fine Gael               | Fine Gael             | Fine Gael                                                               | 30. Juni 1981     |
| Dublin South         | Séamus Brennan          |                     | Fianna Fáil             | Fianna Fáil           | Fianna Fáil                                                             | 30. Juni 1981     |
| Dublin South         | Tom Kitt                |                     | Fianna Fáil             | Fianna Fáil           | Fianna Fáil                                                             | 10. März 1987     |
| Dublin South-Central | Gay Mitchell            |                     | Fine Gael               | Fine Gael             | Fine Gael                                                               | 30. Juni 1981     |
| Dublin South-Central | Pat Upton               |                     | Labour                  | Labour                | Labour                                                                  | 14. Dezember 1992 |
| Dublin South-Central | Ben Briscoe             |                     | Fianna Fáil             | Fianna Fáil           | Fianna Fáil                                                             | 21. April 1965    |
| Dublin South-Central | John O’Connell          |                     | Fianna Fáil             |                       | zurückgetreten am 24. Februar 1993                                      | 29. Juni 1989     |
| Dublin South-Central | Eric Byrne              |                     |                         |                       | Democratic Left Nachwahl für John O’Connell                             | 9. Juni 1994      |
| Dublin South-East    | Frances Fitzgerald      |                     | Fine Gael               | Fine Gael             | Fine Gael                                                               | 14. Dezember 1992 |
| Dublin South-East    | Michael McDowell        |                     | Progressive Democrats   | Progressive Democrats | Progressive Democrats                                                   | 14. Dezember 1992 |
| Dublin South-East    | Eoin Ryan junior        |                     | Fianna Fáil             | Fianna Fáil           | Fianna Fáil                                                             | 14. Dezember 1992 |
| Dublin South-East    | Ruairi Quinn            |                     | Labour                  | Labour                | Labour                                                                  | 9. März 1982      |
| Dublin South-West    | Pat Rabbitte            |                     | Democratic Left         | Democratic Left       | Democratic Left                                                         | 29. Juni 1989     |
| Dublin South-West    | Mervyn Taylor           |                     | Labour                  | Labour                | Labour                                                                  | 30. Juni 1981     |
| Dublin South-West    | Éamonn Walsh            |                     | Labour                  | Labour                | Labour                                                                  | 14. Dezember 1992 |
| Dublin South-West    | Chris Flood             |                     | Fianna Fáil             | Fianna Fáil           | Fianna Fáil                                                             | 10. März 1987     |
| Dublin South-West    | Mary Harney             |                     | Progressive Democrats   | Progressive Democrats | Progressive Democrats                                                   | 30. Juni 1981     |
| Dublin West          | Brian Lenihan senior    |                     | Fianna Fáil             | Fianna Fáil           | Fianna Fáil                                                             | 5. Juli 1977      |
| Dublin West          | Brian Joseph Lenihan    |                     |                         |                       | Fianna Fáil Nachwahl für Brian Lenihan senior                           | 2. April 1996     |
| Dublin West          | Liam Lawlor             |                     | Fianna Fáil             | Fianna Fáil           | Fianna Fáil                                                             | 10. März 1987     |
| Dublin West          | Austin Currie           |                     | Fine Gael               | Fine Gael             | Fine Gael                                                               | 29. Juni 1989     |
| Dublin West          | Joan Burton             |                     | Labour                  | Labour                | Labour                                                                  | 14. Dezember 1992 |
| Dún Laoghaire        | Helen Keogh             |                     | Progressive Democrats   | Progressive Democrats | Progressive Democrats                                                   | 14. Dezember 1992 |
| Dún Laoghaire        | David Andrews           |                     | Fianna Fáil             | Fianna Fáil           | Fianna Fáil                                                             | 21. April 1965    |
| Dún Laoghaire        | Niamh Bhreathnach       |                     | Labour                  | Labour                | Labour                                                                  | 14. Dezember 1992 |
| Dún Laoghaire        | Eamon Gilmore           |                     | Democratic Left         | Democratic Left       | Democratic Left                                                         | 29. Juni 1989     |
| Dún Laoghaire        | Seán Barrett            |                     | Fine Gael               | Fine Gael             | Fine Gael                                                               | 30. Juni 1981     |
| Galway East          | Paul Connaughton senior |                     | Fine Gael               | Fine Gael             | Fine Gael                                                               | 30. Juni 1981     |
| Galway East          | Noel Treacy             |                     | Fianna Fáil             | Fianna Fáil           | Fianna Fáil                                                             | 20. Juli 1982     |
| Galway East          | Michael P. Kitt         |                     | Fianna Fáil             | Fianna Fáil           | Fianna Fáil                                                             | 30. Juni 1981     |
| Galway West          | Pádraic McCormack       |                     | Fine Gael               | Fine Gael             | Fine Gael                                                               | 29. Juni 1989     |
| Galway West          | Michael D. Higgins      |                     | Labour                  | Labour                | Labour                                                                  | 10. März 1987     |
| Galway West          | Bobby Molloy            |                     | Progressive Democrats   | Progressive Democrats | Progressive Democrats                                                   | 21. April 1965    |
| Galway West          | Máire Geoghegan-Quinn   |                     | Fianna Fáil             | Fianna Fáil           | Fianna Fáil                                                             | 4. März 1975      |
| Galway West          | Éamon Ó Cuív            |                     | Fianna Fáil             | Fianna Fáil           | Fianna Fáil                                                             | 14. Dezember 1992 |
| Kerry North          | Denis Foley             |                     | Fianna Fáil             | Fianna Fáil           | Fianna Fáil                                                             | 14. Dezember 1992 |
| Kerry North          | Jimmy Deenihan          |                     | Fine Gael               | Fine Gael             | Fine Gael                                                               | 10. März 1987     |
| Kerry North          | Dick Spring             |                     | Labour                  | Labour                | Labour                                                                  | 30. Juni 1981     |
| Kerry South          | John O’Donoghue         |                     | Fianna Fáil             | Fianna Fáil           | Fianna Fáil                                                             | 10. März 1987     |
| Kerry South          | Breeda Moynihan-Cronin  |                     | Labour                  | Labour                | Labour                                                                  | 14. Dezember 1992 |
| Kerry South          | John O’Leary            |                     | Fianna Fáil             | Fianna Fáil           | Fianna Fáil                                                             | 7. Dezember 1966  |
| Kildare              | Charlie McCreevy        |                     | Fianna Fáil             | Fianna Fáil           | Fianna Fáil                                                             | 5. Juli 1977      |
| Kildare              | Bernard Durkan          |                     | Fine Gael               | Fine Gael             | Fine Gael                                                               | 14. Dezember 1982 |
| Kildare              | Emmet Stagg             |                     | Labour                  | Labour                | Labour                                                                  | 10. März 1987     |
| Kildare              | Seán Power              |                     | Fianna Fáil             | Fianna Fáil           | Fianna Fáil                                                             | 29. Juni 1989     |
| Kildare              | Alan Dukes              |                     | Fine Gael               | Fine Gael             | Fine Gael                                                               | 30. Juni 1981     |
| Laois–Offaly         | Brian Cowen             |                     | Fianna Fáil             | Fianna Fáil           | Fianna Fáil                                                             | 14. Juni 1984     |
| Laois–Offaly         | Charlie Flanagan        |                     | Fine Gael               | Fine Gael             | Fine Gael                                                               | 10. März 1987     |
| Laois–Offaly         | Ger Connolly            |                     | Fianna Fáil             | Fianna Fáil           | Fianna Fáil                                                             | 2. Juli 1969      |
| Laois–Offaly         | Liam Hyland             |                     | Fianna Fáil             | Fianna Fáil           | Fianna Fáil                                                             | 30. Juni 1981     |
| Laois–Offaly         | Pat Gallagher           |                     | Irish Labour Party      | Irish Labour Party    | Irish Labour Party                                                      | 14. Dezember 1992 |
| Limerick East        | Michael Noonan          |                     | Fine Gael               | Fine Gael             | Fine Gael                                                               | 30. Juni 1981     |
| Limerick East        | Willie O’Dea            |                     | Fianna Fáil             | Fianna Fáil           | Fianna Fáil                                                             | 9. März 1982      |
| Limerick East        | Peadar Clohessy         |                     | Progressive Democrats   | Progressive Democrats | Progressive Democrats                                                   | 10. März 1987     |
| Limerick East        | Desmond O’Malley        |                     | Progressive Democrats   | Progressive Democrats | Progressive Democrats                                                   | 22. Mai 1968      |
| Limerick East        | Jim Kemmy               |                     | Labour                  | Labour                | Labour                                                                  | 10. März 1987     |
| Limerick West        | Gerard Collins          |                     | Fianna Fáil             | Fianna Fáil           | Fianna Fáil                                                             | 9. November 1967  |
| Limerick West        | Michael Finucane        |                     | Fine Gael               | Fine Gael             | Fine Gael                                                               | 29. Juni 1989     |
| Limerick West        | Michael J. Noonan       |                     | Fianna Fáil             | Fianna Fáil           | Fianna Fáil                                                             | 2. Juli 1969      |
| Longford–Roscommon   | John Connor             |                     | Fine Gael               | Fine Gael             | Fine Gael                                                               | 29. Juni 1989     |
| Longford–Roscommon   | Seán Doherty            |                     | Fianna Fáil             | Fianna Fáil           | Fianna Fáil                                                             | 14. Dezember 1992 |
| Longford–Roscommon   | Albert Reynolds         |                     | Fianna Fáil             | Fianna Fáil           | Fianna Fáil                                                             | 14. Dezember 1992 |
| Longford–Roscommon   | Tom Foxe                |                     | Independent             | Independent           | Independent                                                             | 29. Juni 1989     |
| Louth                | Dermot Ahern            |                     | Fianna Fáil             | Fianna Fáil           | Fianna Fáil                                                             | 10. März 1987     |
| Louth                | Michael Bell            |                     | Labour                  | Labour                | Labour                                                                  | 14. Dezember 1982 |
| Louth                | Brendan McGahon         |                     | Fine Gael               | Fine Gael             | Fine Gael                                                               | 14. Dezember 1982 |
| Louth                | Séamus Kirk             |                     | Fianna Fáil             | Fianna Fáil           | Fianna Fáil                                                             | 14. Dezember 1982 |
| Mayo East            | Tom Moffatt             |                     | Fianna Fáil             | Fianna Fáil           | Fianna Fáil                                                             | 14. Dezember 1992 |
| Mayo East            | Patrick Joseph Morley   |                     | Fianna Fáil             | Fianna Fáil           | Fianna Fáil                                                             | 5. Juli 1977      |
| Mayo East            | Jim Higgins             |                     | Fine Gael               | Fine Gael             | Fine Gael                                                               | 10. März 1987     |
| Mayo West            | Séamus Hughes           |                     | Fianna Fáil             | Fianna Fáil           | Fianna Fáil                                                             | 14. Dezember 1992 |
| Mayo West            | Pádraig Flynn           |                     | Fianna Fáil             |                       | Am 4. Januar 1993 zurückgetreten wegen der Nominierung als EG-Kommissar | 5. Juli 1977      |
| Mayo West            | Enda Kenny              |                     | Fine Gael               | Fine Gael             | Fine Gael                                                               | 11. Dezember 1975 |
| Mayo West            | Michael Ring            |                     |                         |                       | Fine Gael Nachwahl für Pádraig Flynn                                    | 14. Juni 1994     |
| Meath                | John Bruton             |                     | Fine Gael               | Fine Gael             | Fine Gael                                                               | 21. April 1969    |
| Meath                | Noel Dempsey            |                     | Fianna Fáil             | Fianna Fáil           | Fianna Fáil                                                             | 10. März 1987     |
| Meath                | Mary Wallace            |                     | Fianna Fáil             | Fianna Fáil           | Fianna Fáil                                                             | 29. Juni 1989     |
| Meath                | Brian Fitzgerald        |                     | Labour                  | Labour                | Labour                                                                  | 14. Dezember 1992 |
| Meath                | Colm Hilliard           |                     | Fianna Fáil             | Fianna Fáil           | Fianna Fáil                                                             | 9. März 1982      |
| Sligo–Leitrim        | Matt Brennan            |                     | Fianna Fáil             | Fianna Fáil           | Fianna Fáil                                                             | 9. März 1982      |
| Sligo–Leitrim        | Ted Nealon              |                     | Fine Gael               | Fine Gael             | Fine Gael                                                               | 30. Juni 1981     |
| Sligo–Leitrim        | John Ellis              |                     | Fianna Fáil             | Fianna Fáil           | Fianna Fáil                                                             | 10. März 1987     |
| Sligo–Leitrim        | Declan Bree             |                     | Labour                  | Labour                | Labour                                                                  | 14. Dezember 1992 |
| Tipperary North      | Michael Smith           |                     | Fianna Fáil             | Fianna Fáil           | Fianna Fáil                                                             | 10. März 1987     |
| Tipperary North      | John Joseph Ryan        |                     | Labour                  | Labour                | Labour                                                                  | 14. Dezember 1992 |
| Tipperary North      | Michael Lowry           |                     | Independent             | Independent           | Independent                                                             | 10. März 1987     |
| Tipperary South      | Noel Davern             |                     | Fianna Fáil             | Fianna Fáil           | Fianna Fáil                                                             | 10. März 1987     |
| Tipperary South      | Michael Ferris          |                     | Labour                  | Labour                | Labour                                                                  | 10. März 1987     |
| Tipperary South      | Theresa Ahearn          |                     | Fine Gael               | Fine Gael             | Fine Gael                                                               | 29. Juni 1989     |
| Tipperary South      | Seán Treacy             |                     | Independent             |                       | Ceann Comhairle                                                         | 11. Oktober 1961  |
| Waterford            | Austin Deasy            |                     | Fine Gael               | Fine Gael             | Fine Gael                                                               | 5. Juli 1977      |
| Waterford            | Brian O’Shea            |                     | Labour                  | Labour                | Labour                                                                  | 29. Juni 1989     |
| Waterford            | Martin Cullen           |                     | Fianna Fáil             | Fianna Fáil           | Fianna Fáil                                                             | 14. Dezember 1992 |
| Waterford            | Brendan Kenneally       |                     | Fianna Fáil             | Fianna Fáil           | Fianna Fáil                                                             | 29. Juni 1989     |
| Westmeath            | Willie Penrose          |                     | Labour                  | Labour                | Labour                                                                  | 14. Dezember 1992 |
| Westmeath            | Paul McGrath            |                     | Fine Gael               | Fine Gael             | Fine Gael                                                               | 29. Juni 1989     |
| Westmeath            | Mary O’Rourke           |                     | Fianna Fáil             | Fianna Fáil           | Fianna Fáil                                                             | 14. Dezember 1982 |
| Wexford              | John Browne             |                     | Fianna Fáil             | Fianna Fáil           | Fianna Fáil                                                             | 14. Dezember 1982 |
| Wexford              | Brendan Howlin          |                     | Labour                  | Labour                | Labour                                                                  | 10. März 1987     |
| Wexford              | Ivan Yates              |                     | Fine Gael               | Fine Gael             | Fine Gael                                                               | 30. Juni 1981     |
| Wexford              | Avril Doyle             |                     | Fine Gael               | Fine Gael             | Fine Gael                                                               | 14. Dezember 1992 |
| Wexford              | Hugh Byrne              |                     | Fianna Fáil             | Fianna Fáil           | Fianna Fáil                                                             | 14. Dezember 1992 |
| Wicklow              | Johnny Fox              |                     | Independent             |                       | verstorben am 17. März 1995                                             | 14. Dezember 1992 |
| Wicklow              | Mildred Fox             |                     |                         |                       | Independent Nachwahl für Johnny Fox                                     | 29. Juni 1995     |
| Wicklow              | Joe Jacob               |                     | Fianna Fáil             | Fianna Fáil           | Fianna Fáil                                                             | 10. März 1987     |
| Wicklow              | Godfrey Timmins         |                     | Fine Gael               | Fine Gael             | Fine Gael                                                               | 29. Juni 1989     |
| Wicklow              | Liam Kavanagh           |                     | Labour                  | Labour                | Labour                                                                  | 2. Juli 1969      |
| Wicklow              | Liz McManus             |                     | Democratic Left         | Democratic Left       | Democratic Left                                                         | 14. Dezember 1992 |

1. Dáil (1919–1921) |
2. Dáil (1921–1922) |
3. Dáil (1922–1923) |
4. Dáil (1923–1927) |
5. Dáil (1927) |
6. Dáil (1927–1932) |
7. Dáil (1932–1933) |
8. Dáil (1933–1937) |
9. Dáil (1937–1938) |
10. Dáil (1938–1943) |
11. Dáil (1943–1944) |
12. Dáil (1944–1948) |
13. Dáil (1948–1951) |
14. Dáil (1951–1954) |
15. Dáil (1954–1957) |
16. Dáil (1957–1961) |
17. Dáil (1961–1965) |
18. Dáil (1965–1969) |
19. Dáil (1969–1973) |
20. Dáil (1973–1977) |
21. Dáil (1977–1981) |
22. Dáil (1981–1982) |
23. Dáil (1982) |
24. Dáil (1982–1987) |
25. Dáil (1987–1989) |
26. Dáil (1989–1992) |
27. Dáil (1992–1997) |
28. Dáil (1997–2002) |
29. Dáil (2002–2007) |
30. Dáil (2007–2011) |
31. Dáil (2011–2016) |
32. Dáil (2016–2020) |
33. Dáil (2020–2024) |
34. Dáil (seit 2024)